# Теорија потковице
Теорија потковице је политичка теорија која сугерише да крајња левица и крајња десница, уместо да буду на супротним крајевима линеарног политичког спектра, заправо више личе једна на другу него на политички центар, аналогно начину на који су супротни крајеви потковице близу један другом. Заговорници теорије указују на бројне уочене сличности између политичких екстрема и тврде да обе стране теже подржавању ауторитаризма или тоталитаризма. 
Неколико политиколога, психолога и социолога критиковало је теорију потковице. Постојеће студије и свеобухватни прегледи често налазе само ограничену подршку и само под одређеним условима; они генерално противрече централним премисама теорије.

## Порекло
Теорија се приписује француском филозофу и писцу фикције и поезије Жан-Пјеру Феју у његовој књизи из 1972. године „Théorie du récit: introduction aux langages totalitaires“, у вези са Отом Штрасером.
 

Концепт, ако не и име, појавио се још 1850-их, као у овој опасци Бајарда Тејлора о двојици француских путника које је срео у Бејруту:
Усред дебате био сам запањен срдачношћу са којом су се монархиста и социјалиста ујединили у својим осуђивањима Енглеске и енглеских закона. Док су седели један поред другог, изливајући анатеме против „перфидног Албиона“, нисам могао да а да не узвикнем: „Voilà, comme les extrêmes se rencontrent!“ („Видите како се крајности сусрећу!“)
Метафора потковице коришћена је током Вајмарске републике за описивање идеологије Црног фронта. Каснија употреба термина у политичкој теорији виђена је у делу „Le Siècle des ideologies“. Фејова књига је разматрала употребу идеологија за које тврди да имају корене у филозофији, а које се користе у тоталитарним режимима, са посебним освртом на Фридриха Ничеа, Адолфа Хитлера, Карла Маркса и Јосифа Стаљина. Феј је користио метафору потковице да опише политички положај немачких политичких партија, од Комунистичке партије Немачке до Нацистичке партије, 1932. године.
Други су приписали теорију, која се назива и центристичка/екстремистичка теорија, (или Плуралистичка школа), америчким социологима Сејмуру Мартину Липсету и Данијелу Белу, и другима који су постали део неоконзервативног покрета у Сједињеним Државама. Према критичарима, који су као одговор формирали сложене теорије друштвених покрета, она је наслеђе либералне политике Хладног рата.

## Модерна употреба
У својој књизи из 2006. године, Where Did the Party Go? ("Где је нестала странка?“), амерички политиколог Џеф Тејлор је написао: „Можда је корисније размишљати о левици и десници као о двема компонентама популизма, при чему се елитизам налази у центру. Политички спектар може бити линеаран, али није права линија. Обликован је као потковица.“ Исте године, термин је коришћен у дискусији о мржњи према Јеврејима и антисемитизму и са крајње левице и са крајње деснице. У есеју из 2008. године, Јозеф Јофе, гостујући сарадник на Хуверовом институту, написао је:
Хоће ли глобализација преживети мрак? Спори устанак против глобализације заправо је претходио краху 2008. свуда на Западу, а популизам је почео да показује своје љутито лице средином деценије. Два најдраматичнија примера биле су Немачка и Аустрија, где су популистичке странке постигле велики успех са поруком изолационизма, протекционизма и прерасподеле. У Немачкој је то био левичарски популизам („Die Linke“); у Аустрији је то била група десничарских странака које су освојиле скоро 30% на изборима 2008. Левица и десница су заједно још једном илустровале теорију „потковице“ модерне политике: Како се гвожђе савија уназад, две крајности се скоро додирују.
У чланку из 2015. године за „The Daily Beast“, "The Left's Witch Hunt Against Muslims" („Левичарски лов на вештице против муслимана“), реформистички муслиман Маџид Наваз позвао се на теорију потковице, жалећи се на тенденцију обе крајности ка стављању перципираних непријатеља на црне листе, попут макартистичког састављања. Написао је:
Као што истиче теорија политичке потковице која се приписује Жан-Пјеру Феју, ако се упустимо довољно улево, пронаћи ћемо исту подсмевачку, гадну и безобзирну тактику насилништва коју користи крајња десница. Два екстрема политичког спектра сусрећу се као делови потковице, а врх, по мом мишљењу, симболизује тоталитарна контрола одозго. У својој потрази за идеолошком чистотом, Стаљин и Хитлер су имали више заједничког него што би савремени неонацисти и крајње левичарски агитатори желели да признају.
У чланку за Eurozine из 2018. године, „Колико је левица десница?“, политиколог Кирило Ткаченко изнео је свој став да се недавно појавио заједнички циљ између обе крајности у Украјини. Рекао је:
Тежња ка заједничкој политичкој агенди је тренд који се може уочити на оба краја политичког спектра. Иако се овај феномен манифестује првенствено кроз преклапања у вези са садржајем, верујем да постоје добри разлози да се то назива црвено-смеђим савезом. Његове заједничке особине заснивају се на заједничком антилиберализму. Наравно, остају опипљиве разлике између крајње левице и крајње деснице, али не би требало да потценимо опасности које већ представљају ова пресецања левице и деснице, као ни оно што бисмо могли да изгубимо ако оваква реакција постане мејнстрим.
У чланку „Хајде да се играмо теорије потковице“ из 2021. године у часопису Reason, америчком либертаријанском часопису, његова главна уредница Кетрин Мангу-Ворд написала је:
Теорија [потковице] се обично користи да објасни зашто су комунисти и фашисти 20. века изгледа имали толико тога заједничког, иако се то дешавало и пре прошлог века. У Сједињеним Државама 2021. године, на делу је блажа верзија овог гвозденог закона, где се леви и десни центар неуморно приближавају скупим ауторитарним политикама које изгледају запањујуће слично упркос њиховим наводно супротним циљевима. И даље је потковица, али више као један од оних маршмелоуа које можете пронаћи у чинијама „Lucky Charms“.
У чланку „The Crunchy-to-Alt-Right Pipeline“, из децембра 2022. за часопис The Atlantic, историчарка Кетлин Белју је написала да је преглед докумената повезаних са покретом белачког поноса показао да потковица није баш тачна визуелна метафора за однос крајње левице и крајње деснице и да је, у ствари, архива показала да је то више као круг, барем у конкретном случају који је испитивала. Теорија је такође цитирана када се говори о подршци коју су руској инвазији на Украјину 2022. године пружиле значајне америчке крајње десне и крајње леве групе. Вероватноћа аутократизације у години након избора показује понашање потковице дуж економске лево-десне осе, али не и дуж културне димензије.
У фебруару 2024. године, бивши лидер крајње десничарске британске БНП Ник Грифин подржао је лидера крајње левичарске Радничке партије Британије Џорџа Галовеја, позивајући бираче да „набију два прста трулој политичкој елити и њиховим пријатељима из лажних медија“. Часопис „The Spectator“ је ово описао као савршен пример теорије потковице Џорџ Галовеј је на крају изгубио своје место.

## Академске студије и критике
Теорија потковице не ужива широку подршку у академским круговима; рецензирана истраживања политиколога на ову тему су оскудна, а постојеће студије и свеобухватни прегледи често су противречили њеним централним премисама или су пронашли само ограничену подршку за теорију под одређеним условима. Студија из 2011. године о крајњој левици и крајњој десници у контексту француских председничких избора 2007. године закључила је: „Различите друштвене и политичке логике објашњавају изборну подршку ова два кандидата: њихови бирачи не заузимају исти политички простор, немају исто друштвено порекло и не деле исте вредности.“ У студији из 2012. године аутори су закључили: „Садашњи резултати не поткрепљују идеју да присталице екстремних идеологија на левој и десној страни личе једни на друге, већ уместо тога подржавају алтернативну перспективу да различите екстремне идеологије привлаче различите људе. Другим речима, екстремисте треба разликовати на основу идеологије које се придржавају.“ У студији из 2019. године, научници су закључили: „наши налази сугеришу да говорити о 'екстремно левичарским вредностима' или 'екстремно десничарским вредностима' можда није смислено, јер су чланови обе групе хетерогени у вредностима које подржавају.“
 

У студији о антисемитизму из 2022. године је закључено: „По свим ставкама, крајња левица се мање слаже са овим изјавама у односу на умерене, а крајња десница се више слаже са овим изјавама у поређењу са умеренима. Супротно теорији 'потковице', докази откривају пораст антисемитизма који се креће с лева на десно.“ Пол Х. П. Ханел, истраживачки сарадник на Универзитету у Есексу, и др. сумирали су неке од тих студија. Написали су:
Исто тако, неки чак тврде да сви екстремисти, са левог и десног крила, заправо подржавају сличне политике, у гледишту познатом као „теорија потковице“. Међутим, недавне студије не само да не подржавају таква уверења, већ им и противрече... Ван Хил је такође открио да су левичарски испитаници показали знатно мању подршку вредностима повезаним са очувањем, самоусавршавањем и антиимиграционим ставовима у поређењу са умереним и десничарским испитаницима, док су они са десног крила показали већу подршку таквим вредностима и ставовима... Генерално, ван Хил је пружио доказе који показују да западноевропске екстремистичке групе нису ни близу хомогених и да левичарске и десничарске групе представљају различите идеологије.
Неколико научника је одбацило теорију као претерано поједностављивање и генерализацију која игнорише њихове фундаменталне разлике, и довело је у питање опште премисе теорије, наводећи значајне разлике између левице и деснице на политичком спектру и управљању. Чип Берлет, стручњак за десничарске покрете, одбацио је перципиране флертове крајње левице и крајње деснице као претерано поједностављивање политичких идеологија, игноришући фундаменталне разлике међу њима. У књизи из 2000. године о радикалној десници у Сједињеним Државама, Right-Wing Populism in America: Too Close for Comfort, он и Метју Н. Лајонс, још један стручњак за десничарске покрете, одбацили су и тврдњу да је улога крајње деснице у протестима у Сијетлу 1999. године била значајна, и извештај Јужног центра за право сиромаштва који се „у великој мери ослањао на центристичку/екстремистичку анализу“. У контексту антиглобалистичког покрета, такође су поменули да су они на левици били забринути због инфилтрације крајње деснице у анти-Светску трговинску организацију, укључујући оне које предводе центристички либерали и социјалдемократе који нису желели да буду повезани са „десничарским националистима и фанатицима“. Неки, попут Народне глобалне акције, одговорили су на ову перципирану претњу изменом својих манифеста како би посебно одбацили савезе са било којим десничарским групама.
У раду из 2014. године, Василис Павлопулос, професор социјалне психологије на Универзитету у Атини, тврдио је: „Такозвана центристичко-екстремистичка или теорија потковице указује на озлоглашене сличности између две крајности политичког спектра (нпр. ауторитаризам). Она је и даље жива иако многи социолози сматрају да је потпуно дискредитована (Berlet & Lyons, 2000). Штавише, утврђено је да се идеолошки профили два политичка пола знатно разликују (Pavlopoulos, 2013). Хипотеза о центристичкој/екстремистичкој политици сужава грађанску политичку дебату и поткопава прогресивно организовање. Повезивање неонациста са радикалном левицом доводи до легитимизације идеологије и пракси крајње деснице.“
Сајмон Чоат, виши предавач политичке теорије на Универзитету Кингстон, критиковао је теорију потковице. У чланку из 2017. године за часопис „The Conversation“, рекао је: „'Теорија потковице' је бесмислица – крајња десница и крајња левица имају мало тога заједничког“. Он тврди да идеологије крајње левице и крајње деснице деле сличности само у најнејаснијем смислу, по томе што се обе противе либерално-демократском статусу кво, али да две стране имају веома различите разлоге и веома различите циљеве. Чоат користи питање глобализације као пример; и крајња левица и крајња десница нападају неолибералну глобализацију и њене „елите“, али идентификују различите елите и имају супротстављене разлоге за њихов напад. Поред тога, Чоат тврди да, иако заговорници теорије потковице могу навести историјске примере наводне завере између фашиста и комуниста, они на крајњој левици се обично противе успону крајње десничарских или фашистичких режима у својим земљама. Уместо тога, он тврди да су управо центристи подржавали крајње десничарске и фашистичке режиме и давали им предност на власти у односу на социјалисте, и да је теорија потковице пристрасна према центристима, за које каже да је користе да би више оцрнили или нападали левицу него десницу. Он наводи пример председничких избора у Сједињеним Државама 2016. и председничких избора у Француској 2017. године, на којима су присталице Бернија Сандерса и Жан-Лика Меланшона наводно преферирале или гласале за Доналда Трампа и Марин ле Пен. У том смислу, он тврди да се теорија потковице користи као црвени мамац или reductio ad Hitlerum, што омогућава да „дискредитују левицу док се истовремено одричу сопственог саучесништва са крајњом десницом“. Чоат каже да је „очигледно апсурдно поредити Стаљина са данашњим левичарима попут Меланшона или Корбина“, и закључује: „Ако либерали заиста желе да разумеју и суоче се са успоном крајње деснице, онда би, уместо да блате левицу, можда требало да размисле о сопственим грешкама“.

Иако је формална академска или новинарска анализа теорије потковице релативно скорашња, критика њених теоријских претходника је дугогодишња, а честа основа за критику је била тенденција коментатора да групишу различите супротстављене покрете. Још 1938. године, марксистички теоретичар и политичар Лав Троцки написао је чланак „Њихов морал и наш“, који је постао основа за његову књигу из 1939. године, „Њихов морал и наш: Марксистички наспрам либералних погледа на морал“. У чланку из 1938. године, који је први пут објављен у Сједињеним Државама у теоријском часопису Социјалистичке радничке партије Међународне леве опозиције, написао је:
Основна карактеристика [аргумената који упоређују различите политичке покрете] лежи у њиховом потпуном игнорисању материјалне основе различитих струја, односно њихове класне природе и самим тим њихове објективне историјске улоге. Уместо тога, они процењују и класификују различите струје према некој спољашњој и секундарној манифестацији... За Хитлера, либерализам и марксизам су близанци јер игноришу „крв и част“. За демократу, фашизам и бољшевизам су близанци јер се не клањају пред општим правом гласа... Различите класе у име различитих циљева могу у одређеним случајевима користити слична средства. У суштини, не може бити другачије. Војске у борби су увек мање-више симетричне; да нема ничег заједничког у њиховим методама борбе, не би могле да наносе ударце једна другој.